# 栖原豊太郎

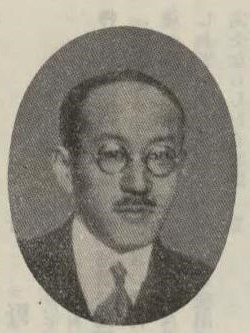
栖原豊太郎

栖原 豊太郎（すはら とよたろう 1886年9月19日 － 1968年2月25日）日本の航空工学者。

## 経歴
1886年（明治19年）北海道函館市生まれ。東京市赤坂中学校、第一高等学校を経て1910年（明治43年）東京帝国大学工科大学機械工学科を卒業。大学院に進学する傍ら臨時軍用気球研究会に入り、横田成年、田中館愛橘の助手を務めた。1912年（大正元年）陸軍飛行機操縦将校の教官を嘱託、1916年（大正5年）東京帝国大学航空学調査委員、1917年（大正6年）海軍大学校教官、1918年（大正7年）欧州留学、1919年（大正8年）東京帝国大学教授を務める。この後、旅順工科大学教授、九州帝国大学教授。第二次世界大戦後は、1927年（昭和22年）に慶応義塾大学機械工学科教授を務めた。1968年（昭和43年）2月25日死去。

## 受賞歴
- 1929年（昭和4年）年度 - 朝日賞受賞（特殊高速活動写真撮影機の発明製作）[3]